# Erjavčeva cesta
Erjavčeva cesta (deutsch: Erjavecstraße) ist der Name einer Straße im Stadtbezirk Center von Ljubljana der Hauptstadt Sloweniens. Sie ist benannt nach Fran Erjavec (1834 bis 1887), einem slowenischen Schriftsteller und Naturforscher.

## Geschichte
Die Straße wurde 1892 in früheren Gärten und Feldern neu angelegt. Auf der Straßenkarte von 1902 wird sie Erjavčeva ulice (Erjavecgasse) genannt. Im Jahr 2019 wurde die Straße im Rahmen archäologischer Untersuchungen zur Geschichte des römischen Emona nach Originalplänen von Edvard Ravnikar völlig renoviert.

## Lage
Die Straße beginnt  der Kreuzung mit der Igriška ulica und verläuft etwa 540 Meter nach Nordwesten bis zur Kreuzung von Bleiweisova cesta und Cesta 27. April.

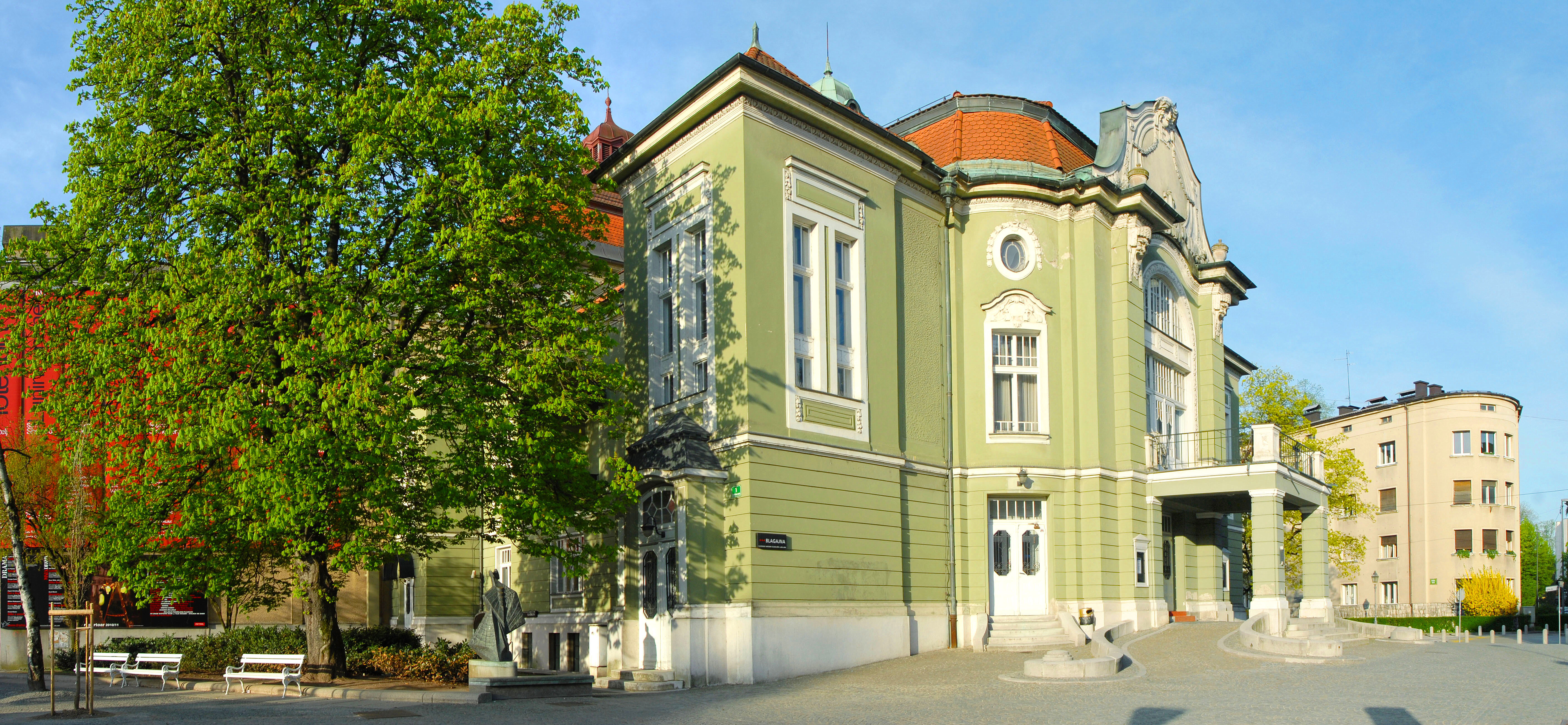
Schauspielhaus, Haupteingang an der Erjavčeva cesta

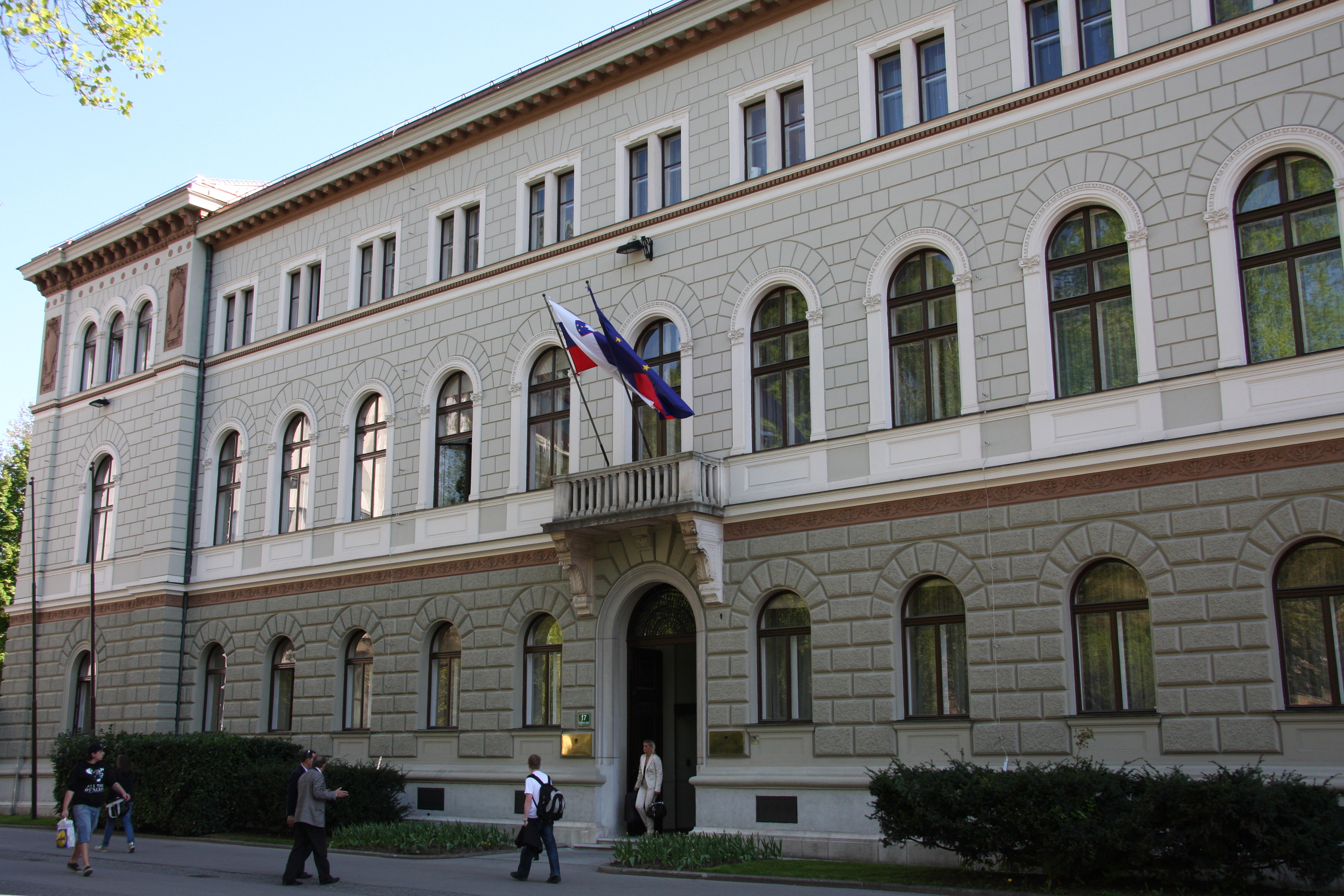
Präsidentenpalast, Seitenfront zur Erjavčeva cesta

## Abzweigende Straßen
Die Erjavčeva cesta berührt folgende Straßen und Orte (von Ost nach West): Ulica Josipine Turnograjske (Josipina-Turnograjska-Gasse), Trg republike (Platz der Republik) und  Prešernova cesta (Prešerenstraße).

## Bauwerke und Einrichtungen
Die wichtigsten Bauwerke und Einrichtungen entlang der Straße sind:
- Schauspielhaus Ljubljana
- Cankarjev dom
- Amt der Republik Slowenien für Slowenen im Ausland[7]
- Präsidentenpalast (Amtssitz des Staatspräsidenten)
- Europarat-Park (Park Sveta Evrope)[8]
- Akademie für Bildende Kunst und Design Ljubljana
- Institut für Ethnische Fragen (Inštituta za narodnostna vprašanja INV)[9]
- Stolpersteine (Hausnummer 29)